# Woody Allen
Woody Allen (rojen Allan Stewart Konigsberg), ameriški filmski režiser, pisatelj, igralec, glasbenik in komik judovskega rodu, * 1. december 1935, New York.
Allen je režiser moderne dobe in je znan po tem, da v večini filmov, ki jih režira, tudi nastopa. 
Woody Allen je imel več ljubezenskih razmerij z glavnimi igralkami iz njegovih filmov (Louise Lasser, Diane Keaton, Mia Farrow). Trenutno je poročen z Soon-Yi Previn, ki je posvojenka Mie Farrow. Med njima je 35 let razlike.

## Filmografija (izbor)
- Annie Hall, 1977, dobil 4 oskarje, igrajo: Woody Allen, Diane Keaton, Tony Roberts ...;
- Manhattan, 1979, igrajo: Woody Allen, Diane Keaton, Michael Murphy, Meryl Streep ...;
- Škrlatna roža Kaira, 1985, igrajo: Mia Farrow, Jeff Daniels, Danny Aiello ...;
- Hanna in njeni sestri, 1986, igrajo: Woody Allen, Mia Farrow, Michael Caine, Barbara Hershey, Dianne Wiest ...;
- Možje in žene, 1992, igrajo: Woody Allen, Mia Farrow, Sydney Pollack, Judy Davis ...;
- Zadnji udarec, 2005, igrajo: Jonathan Rhys-Meyers, Scarlett Johansson, Matthew Goode, Emily Mortimer ....
- Ljubezen v Barceloni, 2008, igrajo: Scarlett Johansson, Penélope Cruz, Javier Bardem, Rebecca Hall ...